# Phryganea nattereri
Phryganea nattereri är en nattsländeart som beskrevs av Brauer 1873. Phryganea nattereri ingår i släktet Phryganea och familjen broknattsländor. Inga underarter finns listade i Catalogue of Life.